# Fort de Cindey
Le fort de Cindey est un ancien ouvrage militaire situé à Saint-Maurice dans le canton du Valais en Suisse.

## Histoire

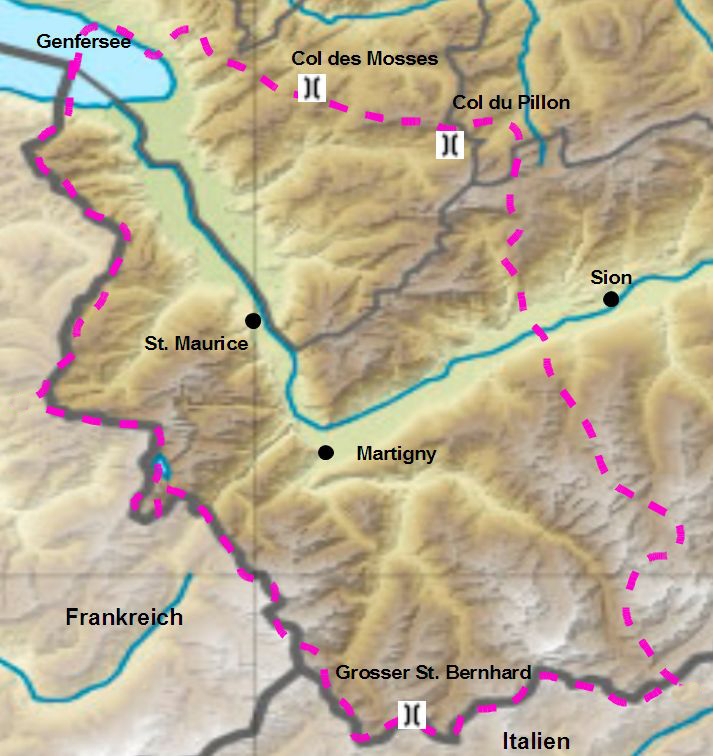
Le secteur de responsabilité des fortifications de Saint-Maurice.

Dans une étude datant de 1882 le colonel Aubert proposait de barrer l’axe du Simplon, et par là même celui du Grand-Saint-Bernard, à Chillon. Ce dispositif compléterait les fortifications Dufour construites à partir de 1831 à Saint-Maurice (de), principal verrou de la vallée du Rhône, et renforcées et complétées en 1848, 1859 et 1892, date qui marque également le début de la construction des forts d'artilleries (de) de Dailly et Savatan sur la rive droite du Rhône au-dessus du défilé de St-Maurice. Ils seront continuellement agrandis, complétés et modernisés jusqu'en 1990. Sur la rive opposée, le contre-ouvrage du Scex-Ermitage est construit en cinq étapes de 1911 à 1946. Le fort de Cindey a été construit entre 1941 et 1946. Il est agrandi de 1948 à 1952 avec l'ajout de deux canons 10,5 cm L 52 1939 / 46, de deux magasins à munitions, de l'infirmerie et d'un poste d'observation. Il est mis hors service le 31 décembre 1994.

## Mission

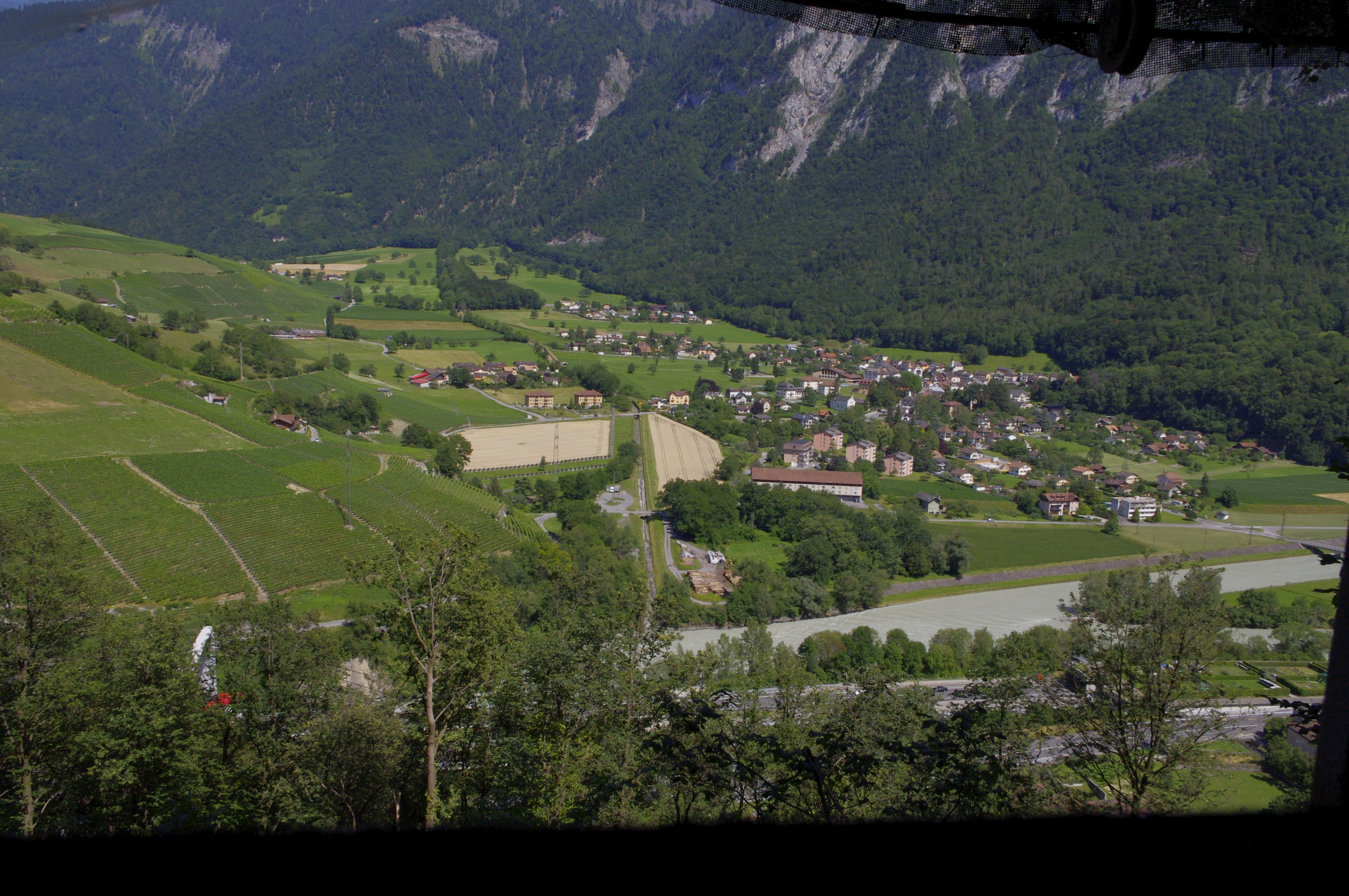
Vue du principal secteur de tir du fort avec le canal du Rhône, le torrent du Courset, le village de Lavey-les-Bains et les forts de Petit Mont et de Toveyre au dernier plan dans les parois rocheuses juste au-dessus de la plaine.

La mission du fort de Cindey, en liaison avec les forts de Savatan, de Toveyre, de Petit Mont sur la rive droite du Rhône et les troupes d'intervalle, est de barrer les accès Nord à la cuvette de St-Maurice et de battre les obstacles antichars constitués par le canal du Rhône et le torrent du Courset et les barrages sur les routes et chemins de fer.

## Garnison
La garnison se compose d'une compagnie de forteresse de 173 hommes, soit 8 officiers, 23 sous-officiers et 137 soldats,.
- Services de forteresse
  - 1 section de commandement : renseignement, sanitaire, réparation, cuisine et transports
  - 1 section de protection d'ouvrage : service de la transmission, salle des machines (centrale électrique), salle des filtres, défense ABC aux entrées, lutte contre le feu et sauvetage, service des téléphériques.
- Artillerie de forteresse
  - 1 section d'artillerie
    - Poste central de tir de batterie (PCT) : 1 officier d'artillerie (officier PCT de batterie), 1 sous-officier de topographe, 1 sous-officier d'artillerie, 2 topographes, 3 soldats de transmission
    - 2 canons 10,5 cm L52 1939/46 : 2 sous-officiers d'artillerie (chef de pièce) et 16 canonniers d'artillerie
- Infanterie de forteresse
  - 2 sections d'infanterie
    - 2 équipes de section : 2 officiers d'infanterie, 2 sous-officiers de fusilier et 4 fusiliers
    - 3 groupes de fusilier : 3 sous-officiers de fusilier et 18 fusiliers
    - 4 canons antichar de forteresse 9 cm 1950/57 : 2 sous-officiers antichar et 12 canonniers antichar
    - 3 mitrailleuses de forteresse 7,5 mm 1951/80 : 2 sous-officiers de mitrailleur et 16 mitrailleurs

  - 1 section de lance-mines : 
    - 4 lance-mines 8,1 cm 1933 (arme mobile) : 1 officier de lance-mines, 4 sous-officiers de lance-mines et 18 canonniers de lance-mines

## Description
- 2 casemates d'artillerie armées chacune d'un canon antichar 10,5 cm L52 1939/46 (de)[3]
- 7 casemates d'infanterie
  - 4 canons antichar 9 cm 1950/57 (de)
  - 3 Mitrailleuse de forteresse 7,5 mm 1951/80 (de)
- 2 magasins de munitions
- 4 postes d'observation (P obs)
- Poste de conduite de tir (PCT) de batterie, poste de commandement (PC), magasin à vivres, réfectoire, salle des filtres à air, cuisine, dortoirs, réservoir d'eau de 90 000 litres) et infirmerie
- Téléphérique
- Entrée par la Grotte aux Fées
- 2 sorties de secours
- Armes mobile : 4 Lance-mines 8,1 cm 1933[1]

Le fort de Cindey est relié à celui du Scex à 1 km en direction du Sud par la Grotte aux Fées, une galerie naturelle, prolongée par une galerie artificielle. Par cette voie, le fort du Scex fournit à Cindey l'énergie électrique et les moyens de transmission.

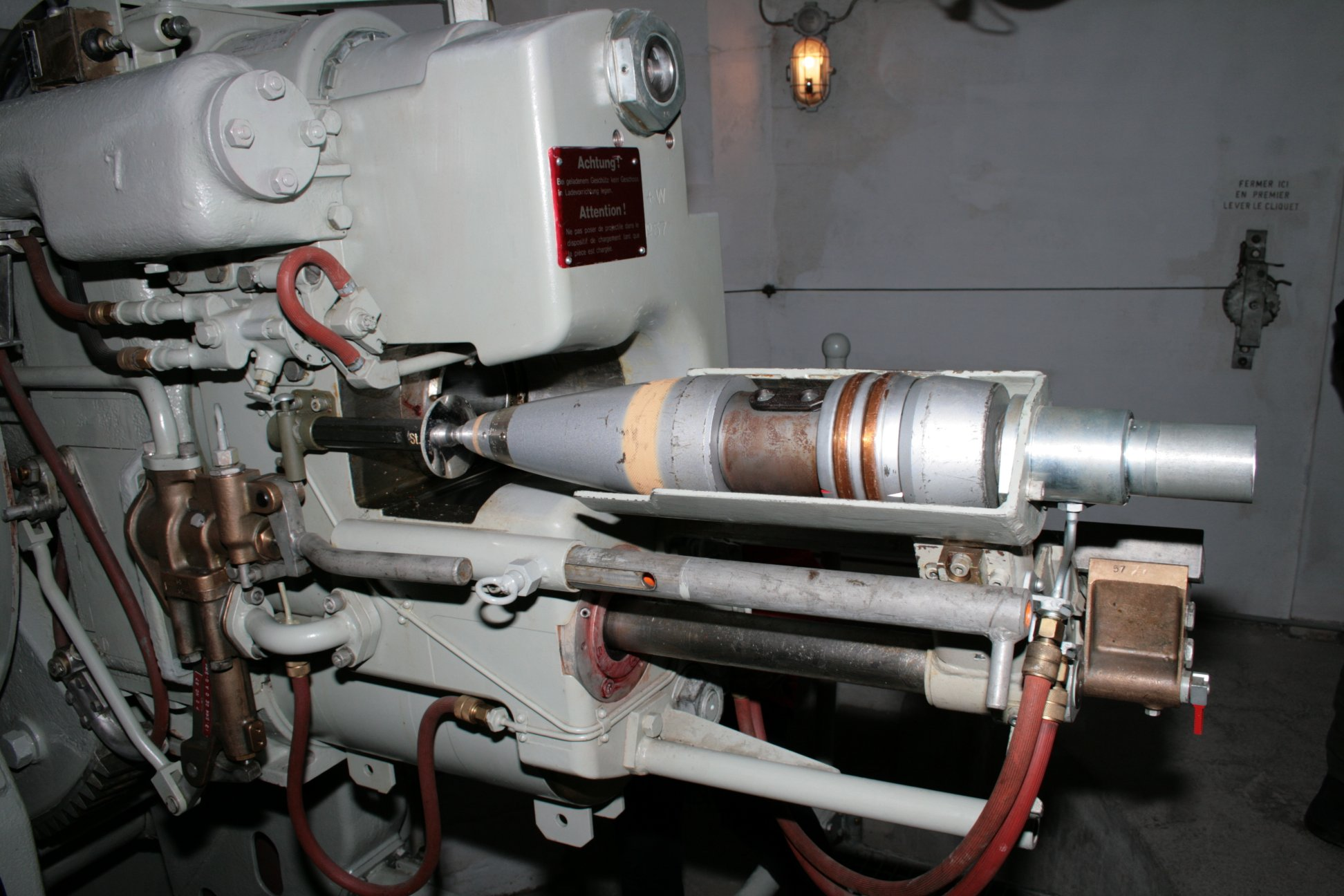
L'un des deux canons antichars 10,5 cm L52 1939/46
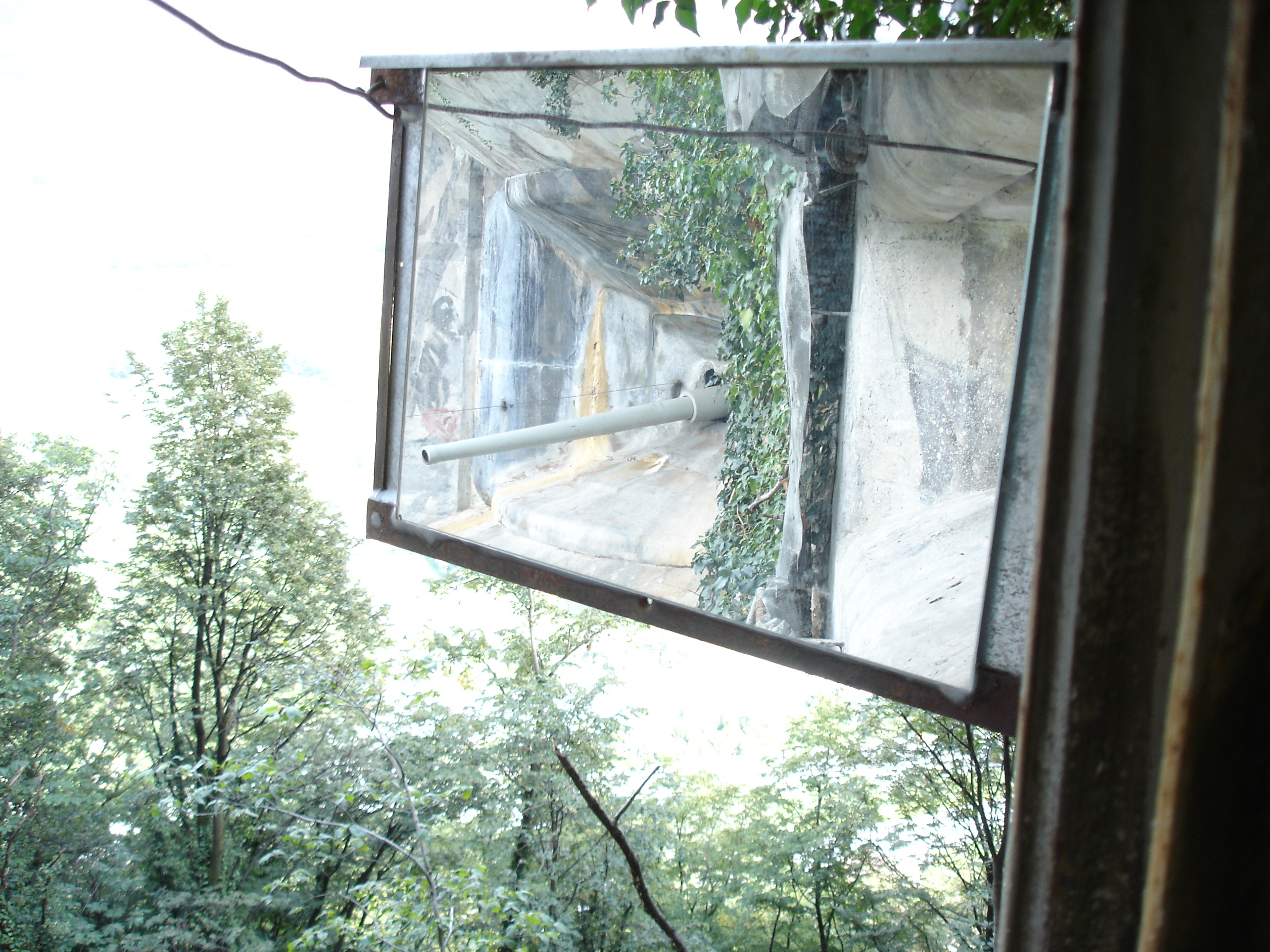
Vue de l’extérieur de la casemate
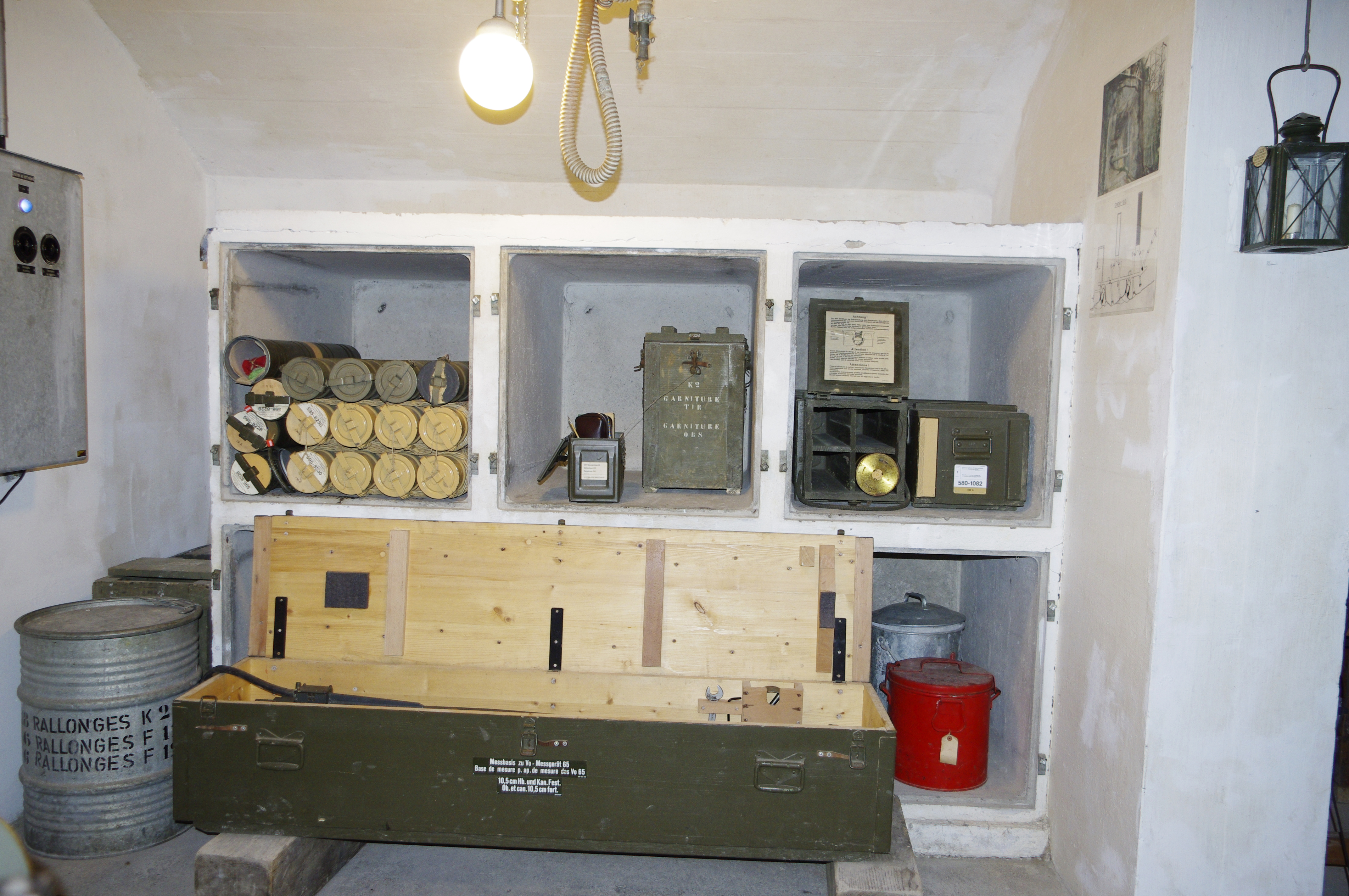
Place de préparation des munitions d'un canon de 10,5
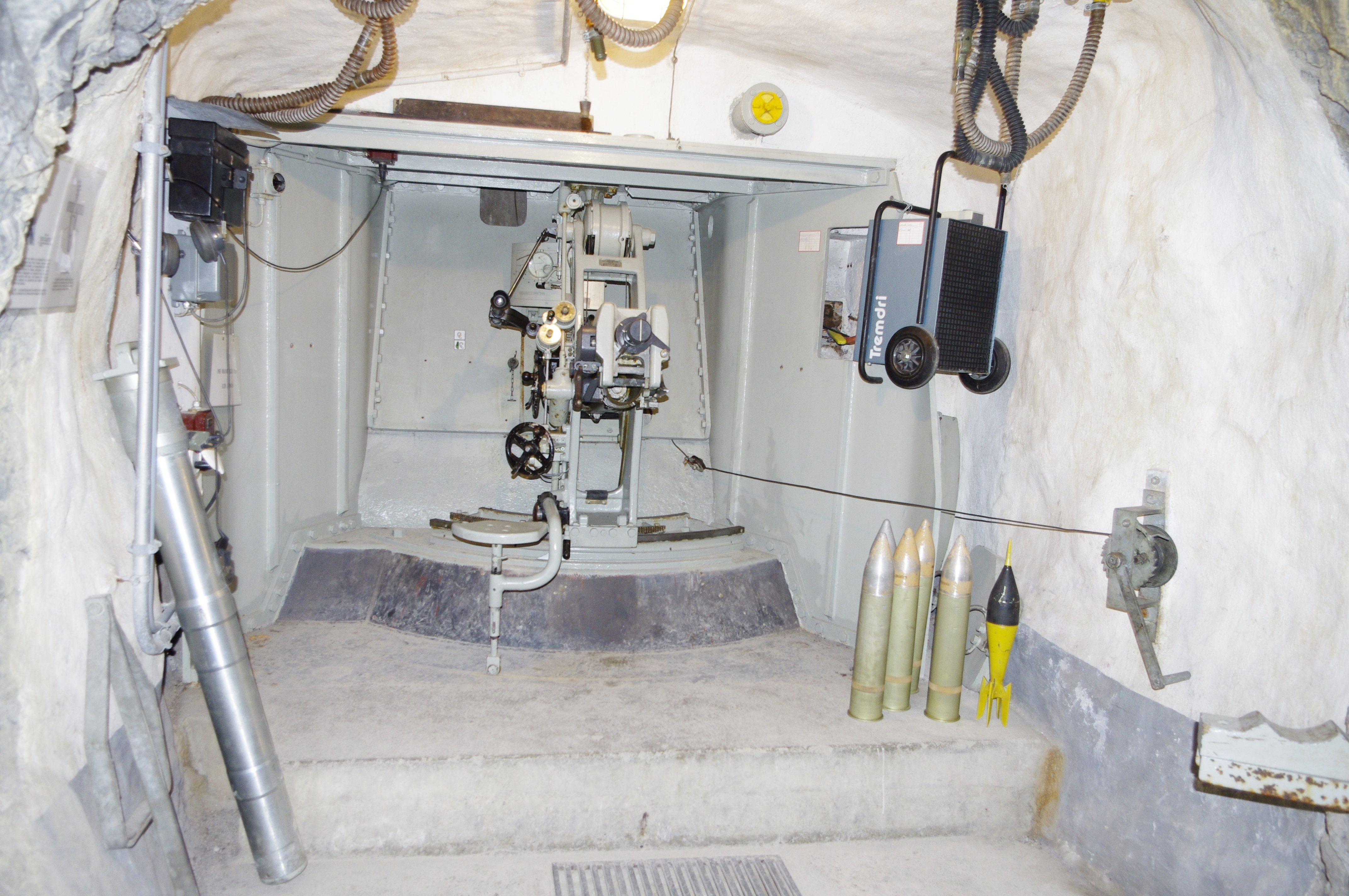
L'un des quatre canons antichars 9 cm 1950/57
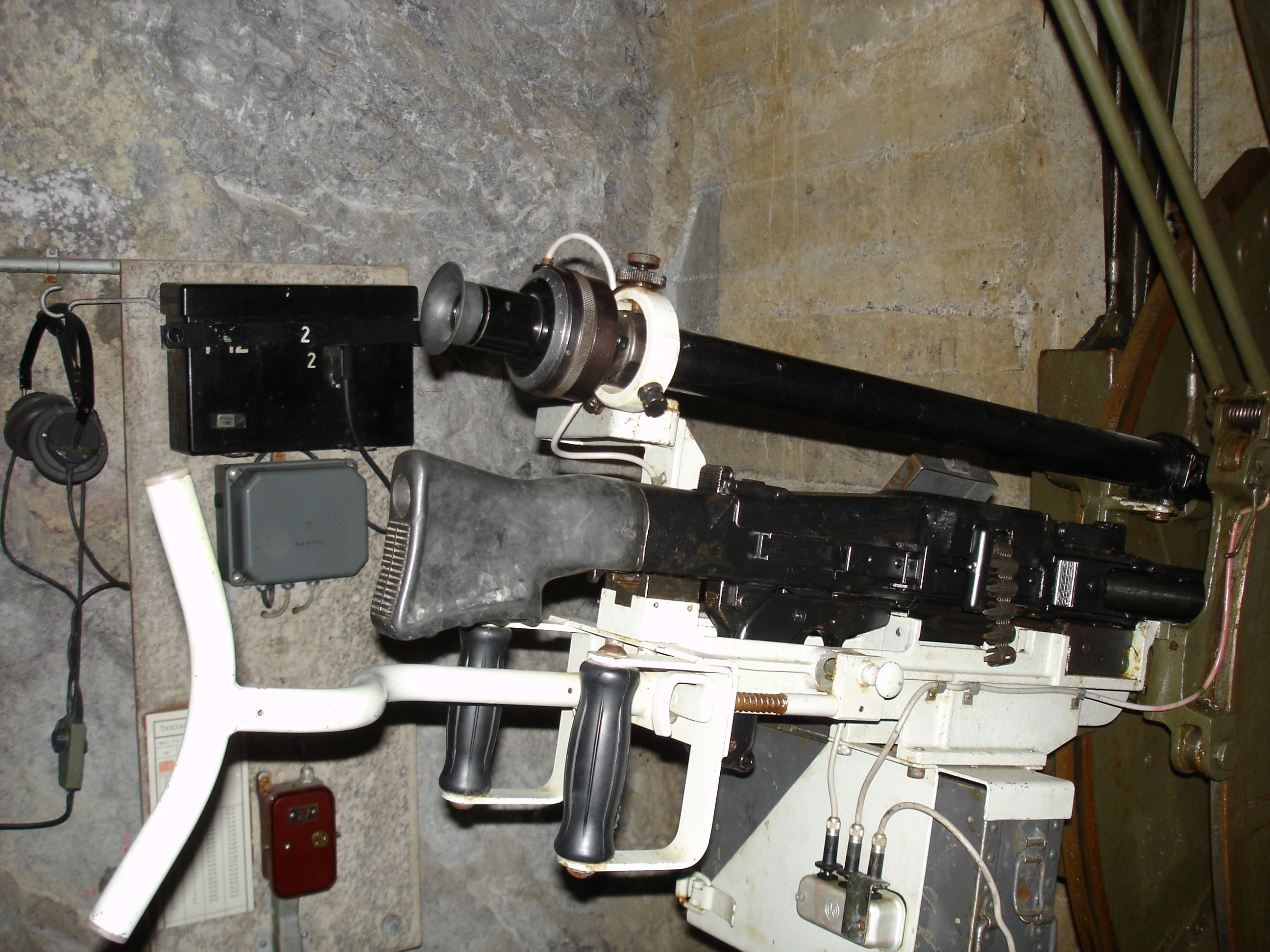
Un mitrailleuse de forteresse de 7,5 mm 51/80
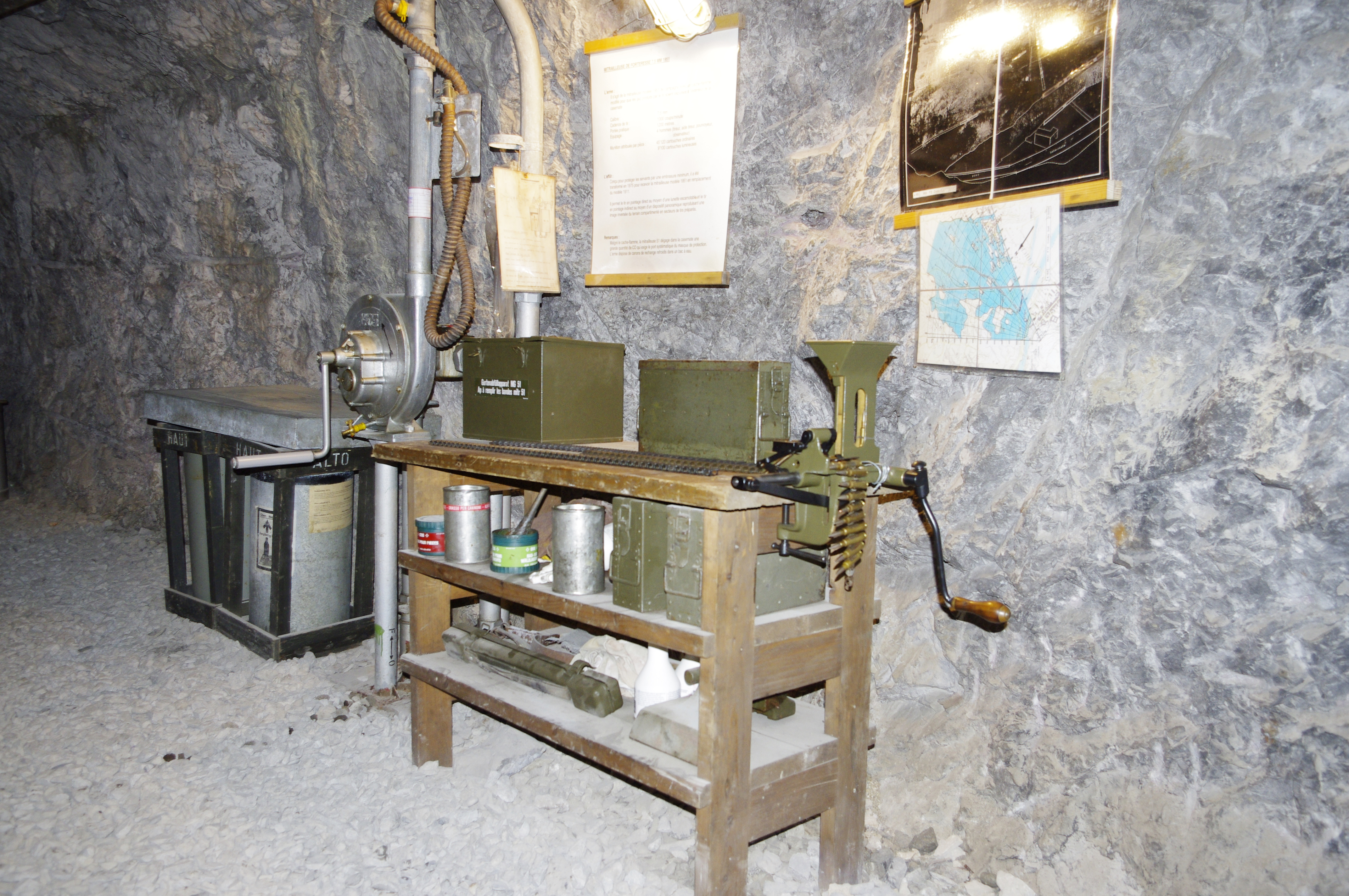
Une table de préparation des munitions d'une mitrailleuse
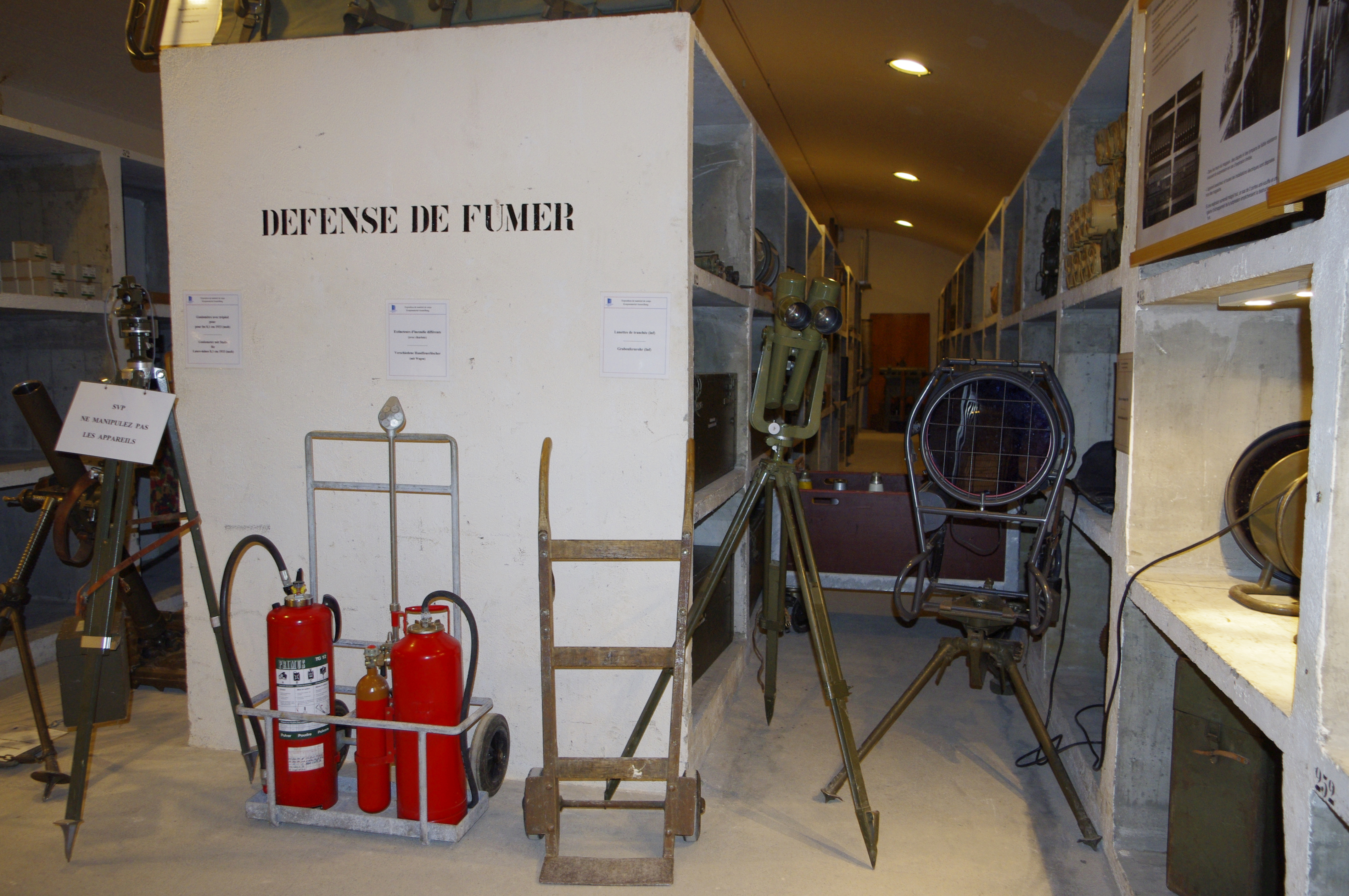
Un magasin à munitions
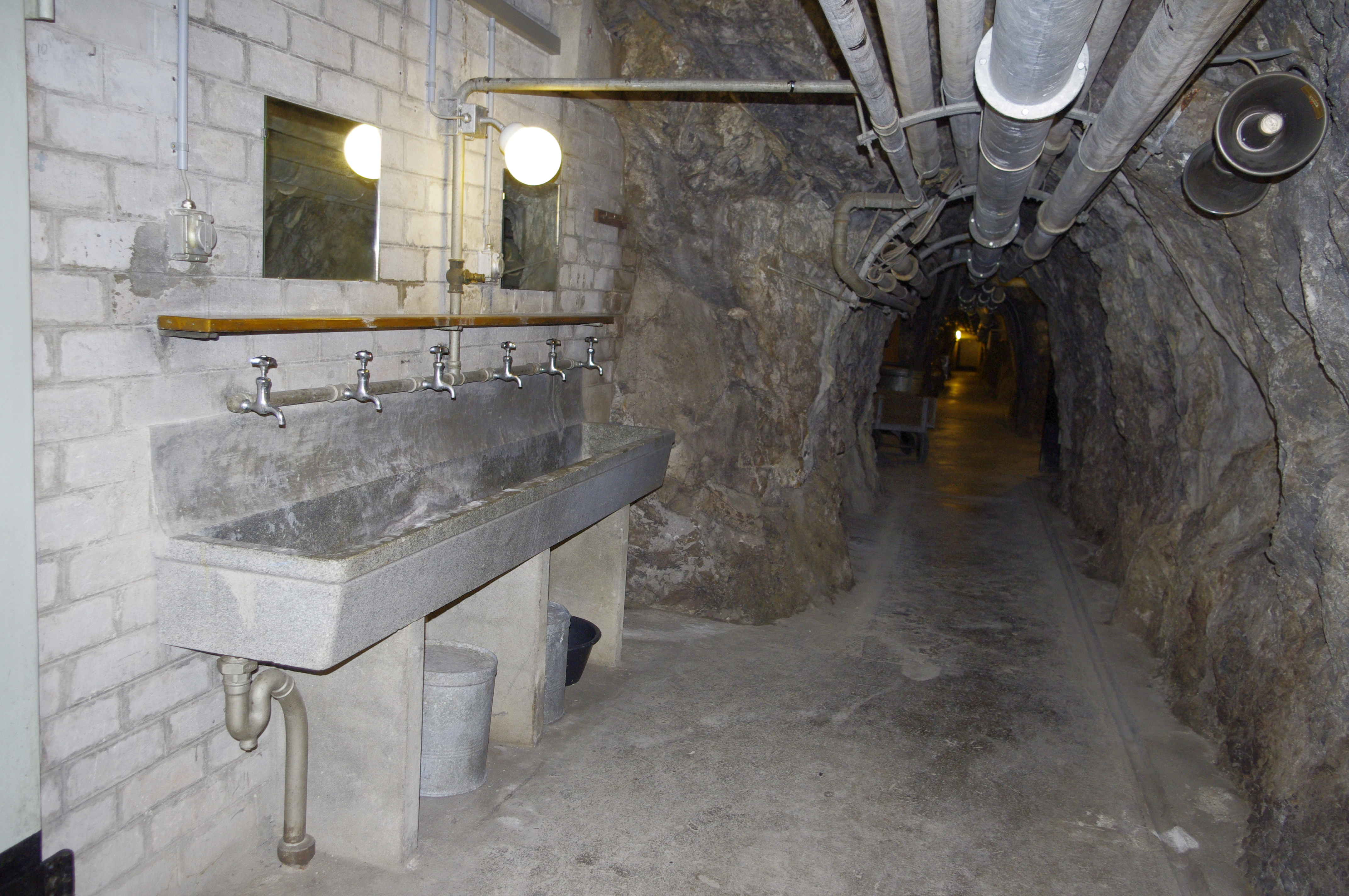
Le couloir dans la zone protégée
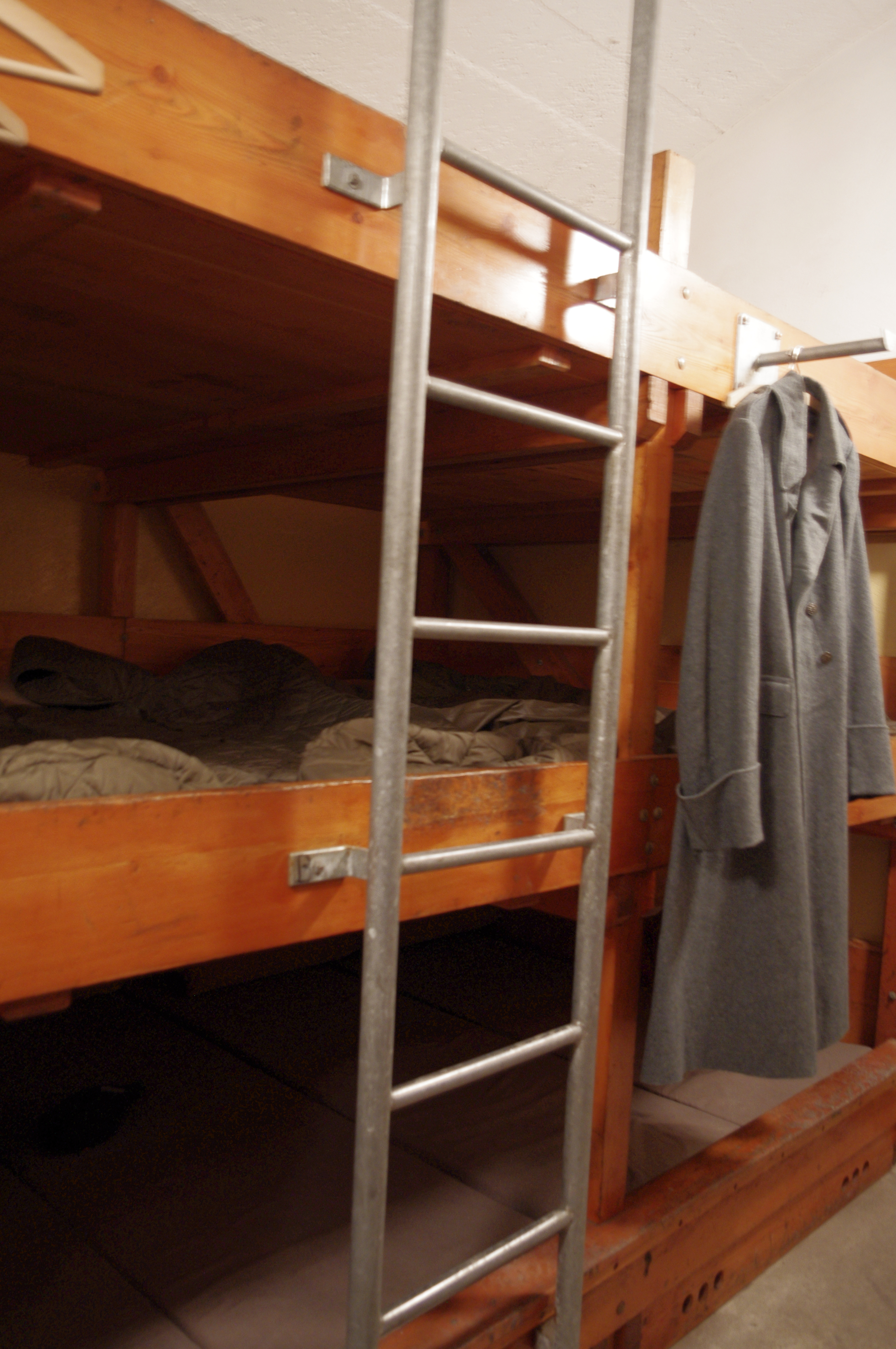
Un dortoir pour la troupe
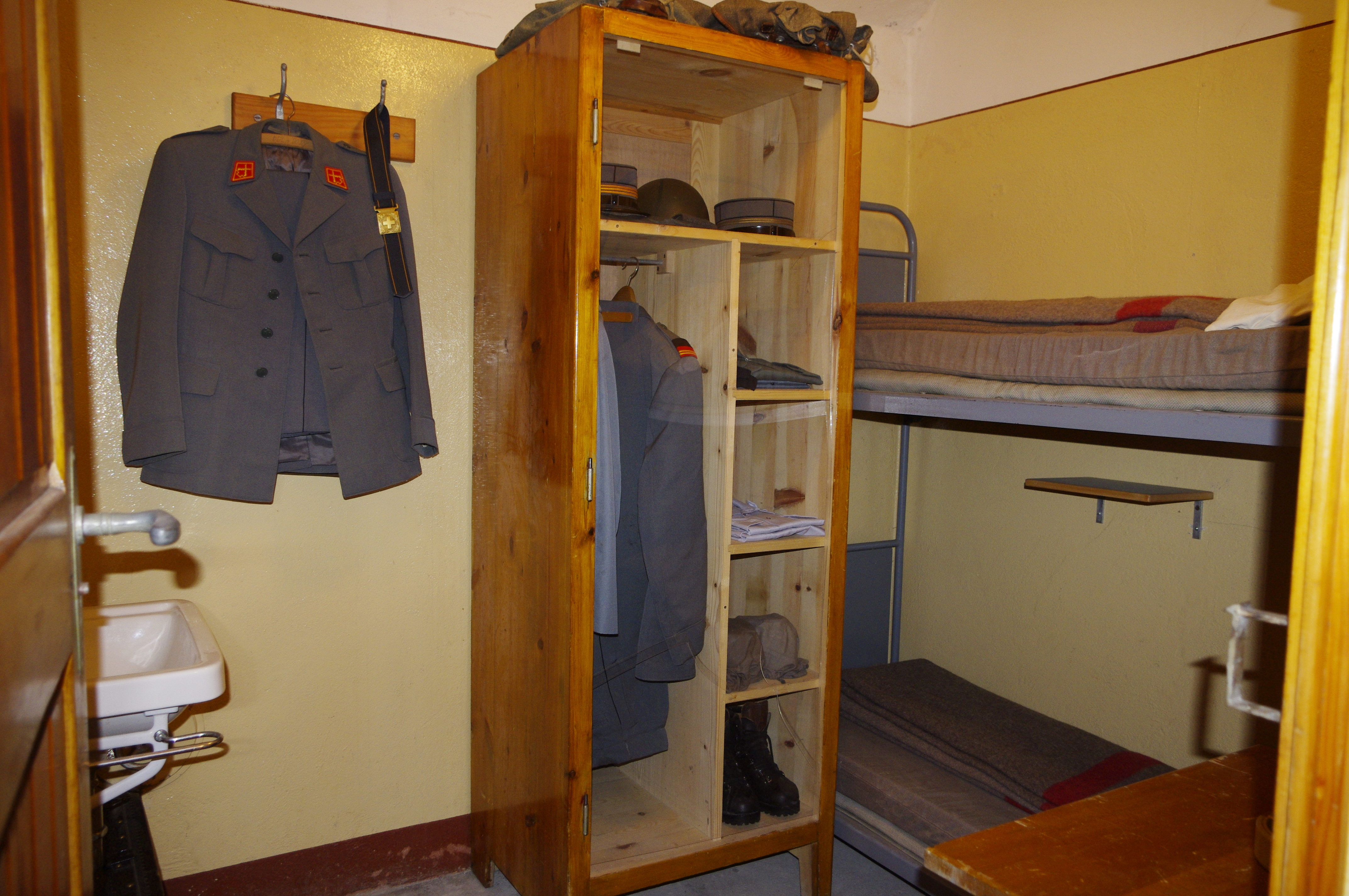
Une chambre d'officier
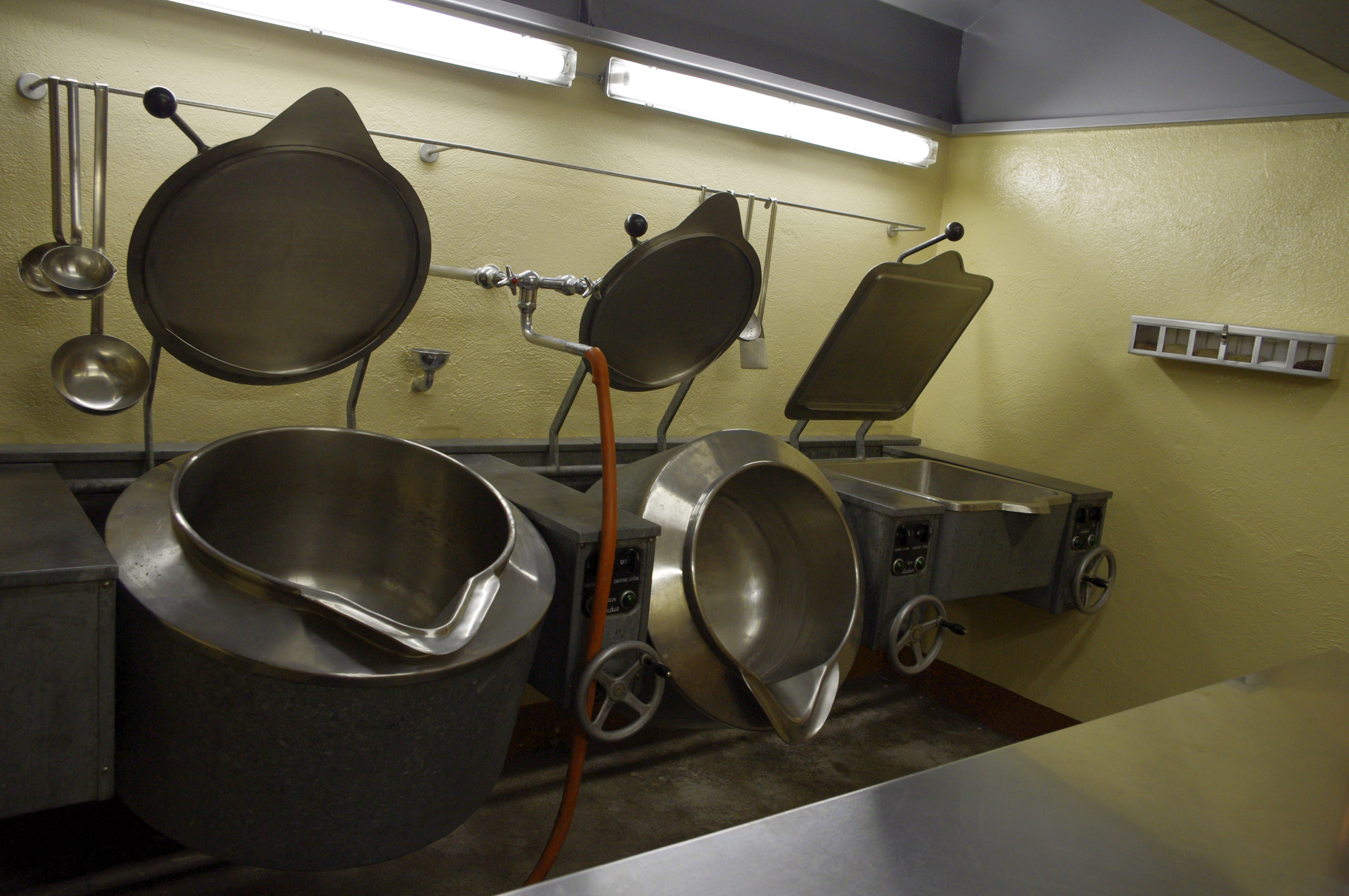
Les marmites de la cuisine

## Visite
La Fondation Forteresse Historique de St-Maurice propose des visites guidés tous les jours en juillet et en août à 14h (consultez le site internet pour tous détails), ainsi que tous les dimanches et certains jours fériés entre mi-mars et fin juin, puis de mi-août à mi-novembre. Durant l'année, une visite sur réservation (dès 10 personnes) est également possible. Le départ des visites se fait depuis l'entrée de la Grotte aux Fées au-dessus du Château de Saint-Maurice. 